# Quirlblättriges Johanniskraut
Quirlblättriges Johanniskraut (Hypericum coris) ist eine Pflanzenart aus der Gattung der Johanniskräuter (Hypericum) in der Familie der Johanniskrautgewächse (Hypericaceae).

## Beschreibung

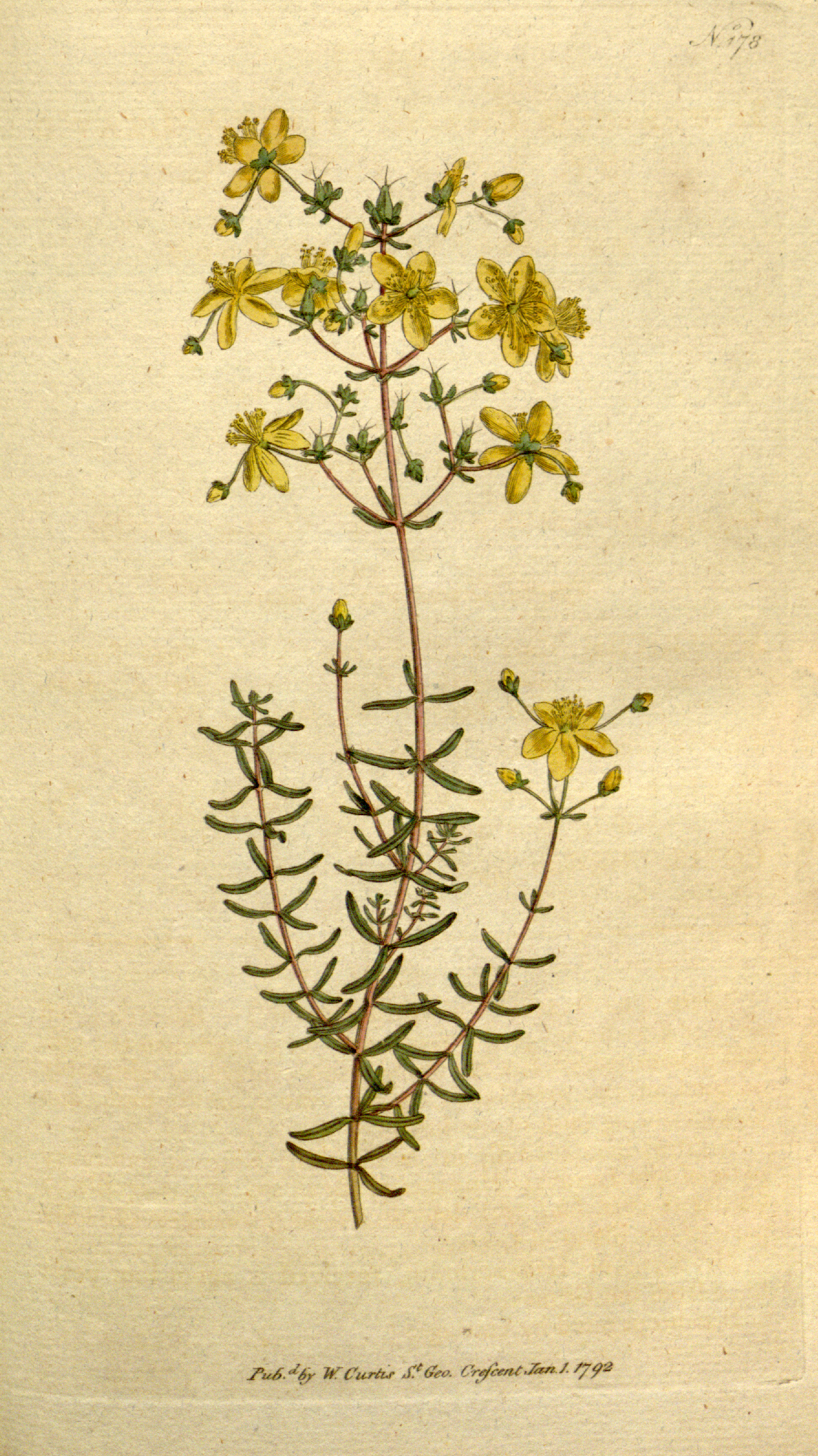
Illustration aus The Botanical Magazine, Volume 5, 1792, Tafel 178

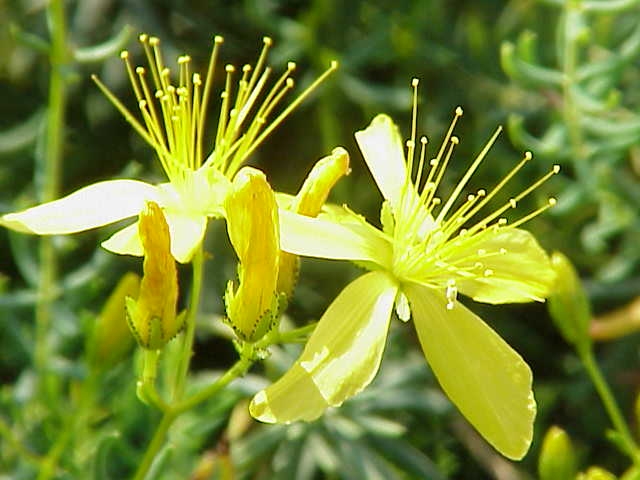
Blüten

### Vegetative Merkmale
Das Quirlblättrige Johanniskraut ist eine ausdauernde Pflanze, die Wuchshöhen von 10 bis 40 Zentimetern erreicht. Die zahlreichen bogig aufsteigenden Stängel sind sehr dünn, rund, fein längsrippig und verholzen an ihrer Basis.
Die 0,5 bis 2 Zentimeter langen, nadeligen Laubblätter sitzen zu dritt bis fünft in Quirlen. Ihr Rand ist nach unten umgerollt, sie sind sehr fein durchscheinend punktiert. Sie sind oberseits frischgrün, unterseits bläulichgrün.

### Generative Merkmale
Die Blütezeit reicht von Juni bis August. Die Blüten befinden sich in einer lockeren, wenigblütigen Rispe, nur selten sind auch Einzelblüten vorhanden.
Die zwittrige Blüte ist radiärsymmetrisch und fünfzählig mit doppelter Blütenhülle. Die fünf Kelchblätter sind nur halb so lang wie die Krone, sie tragen am Rand gestielte schwarze Drüsen und liegen der Kapselfrucht an. Die fünf freien, gelben, nicht drüsigen Kronblätter sind 9 bis 10 Millimeter lang. Die zahlreichen Staubblätter sind am Grunde zu drei Bündeln miteinander verwachsen und überragen die Kronblätter. Die Staubbeutel sind gelb. Jede Blüte besitzt 3 Griffel, die etwa dreimal so lang sind wie der Fruchtknoten. Die Kapselfrucht ist 6 bis 8 Millimeter lang und besitzt dicke schräg verlaufende Harzgänge. Jedes Fruchtfach besitzt e bis 10 Samen. Sie sind braun und papillös.
Die Chromosomenzahl beträgt 2n = 18.

## Vorkommen
Das Quirlblättrige Johanniskraut kommt von den Seealpen bis zu den Trentiner Dolomiten vor. Lokal ist es außerdem in den Schweizer Alpen in den Kantonen Uri, Unterwalden, Schwyz, Glarus und St. Gallen zu finden.
Es ist von der Ebene bis in Höhenlagen von 2000 Metern (am Colle di Tenda) in trockenen Bereichen, auf Kalk und in Felsspalten anzutreffen, selten auch an Mauern. Man findet es in Pflanzengesellschaften des Verbands Potentillion caulescentis.
Die ökologischen Zeigerwerte nach Landolt & al. 2010 sind in der Schweiz: Feuchtezahl F = 2 (mäßig trocken), Lichtzahl L = 4 (hell), Reaktionszahl R = 5 (basisch), Temperaturzahl T = 3 (montan), Nährstoffzahl N = 2 (nährstoffarm), Kontinentalitätszahl K = 4 (subkontinental).

## Taxonomie
Die Erstveröffentlichung von Hypericum coris erfolgte 1753 in Species Plantarum, Tomus II, S. 787. Die Artbezeichnung 'Coris' ist ein antiker Pflanzenname, der schon bei Dioskurides auftaucht.